# Монтани
Монтани, Никифоровщина, Кобизевщина, Іванівщина, духовидці, сміхоридаючі, духовні скопці, вертуни — російська секта, що була поширена на початку 20 сторіччя у Заволжі.

## Назви
- Віруючих називали монтани за деякою подобою вчення, що вони сповідували, з вченням єретика II сторіччя Монтана.
- «Никифоровщина», «кобизевщина» й «Іванівщина» — назви походять від імен вчителів, що відзначилися в поширенні вчення;
- «духовидці» — тому що вони разом зі вченням прийняли Духа Божого у себе й бачать Його духовно;
- «сміхоридаючі» — тому що в стані одухотворення аони сміються, захоплюються та ридають;
- «духовно оскоплені», бо оскопляють себе духовно, щоб втриматися силою духа від жадань плоті, проте не оскопляють себе фізично, як скопці;
- простий народ кликав їх просто «вертунами», бо на богослужіннях вони мали танок і вертіння на одній нозі під спів пісень, як це роблять скопці, стрибуни, хлисти та інші.

## Історія
Початок цієї секти, виявлено а 1835 році, було покладено у селі Дубовий Умєт Самарського повіту селянином Василем Белопортковим, що переселився сюди зі свого рідного села Ічеськов Алатирського повіту Симбірської губернії.
Проте монтани скоро забули ім'я свого засновника й почали вважати своїм першовчителями надільного селянина з села Прислоніхи Сизранського повіту Симбірської губернії Василя Нікіфорова Щелкова († 13 травня 1855 року), якого частіше називали Нікіфоровичем. Відвідуючи мандрівником заволзькі села й сільця, він називав себе провісником нового вчення, що діє, як він говорив, силою Святого Духа, що зійшов на нього у хвилини його покликання на проповідь. Свою проповідь він починав з тлумачення Святого Письма й закликав гинучих гріхах до покаяння й виправлення життя, що є дуже гріховним й капосним. Засобом спасіння, на його думку, була безшлюбність, тому що «шлюб є гидотою».

## Вчення
З догматичних помилок монтанів відомо, що вони відкидали таїнство втілення Сина Божого, бо Діва не могла народити Бога. Про це вони міркують так: з неба на землю сходив один Бог Саваот у плоті; тут він з апостолів вибрав Собі Сина, якого й назвав Своїм Святим Сином Божим; але цей Син Божий жив на землі, на думку монтанів, тільки з обраними праведними людьми, й Він досі живе тільки серед цих праведних, тобто монтанів; під час радіння Він з деякими з них, розмовляє «устами до уст», й так, що їм після цього Слово Боже не потрібно.
Також монтани вірять у зішестя на них Святого Духа серед радіння у так званому святому колі, коли вони, при співі особливих пісень, крутяться на одній нозі. Ті, що сподобилися зішестя Святого Духа говорять незрозумілими й нескладеними мовами, що приймається за безсумнівну ознаку благодатного стану людини.

## Зібрання
У зборах монтанів, що відбуваються зазвичай у просторій хаті, перед іконами запалюється безліч свічок. На зібранні чоловіки у білих довгих сорочках й широких шароварах, а жінки у звичайних нарядах. Як чоловіки, так й жінки бувають босоніж, з хусточками в руках, що згорнуті в трубочку. Коли зібралися усі, то починається спів й вертіння. Потім у монтанів відбувається щось на зразок битви: вони б'ють один одного палицями; іноді після цього вони б'ють себе по спині джгутами.

## Загальний обід
Після радіння монтани всім зібранням сідають обідати за загальний стіл, для якого нарочито готується багато страв, й сідають «яко б на Господню трапезу в Царстві Небесному, радіючи всі разом, подібно до янгелів й святих». Перед споживанням їжі співають своєрідні вірші, а також заупокійним наспівом: «Святий Боже, Святий Міцний». Після закінчення столу, який іноді триває до світанку, всі розходяться по домівках.

## Новонавернені
Якщо хто бажає вступити в їх секту, то йому обираються на керівництво хресні батько й мати, якими він й вводиться в одне з зібрань; тут на нього надягають особливий хрест й беруть клятву зберігати в таємниці вчення монтанів.
Із зовнішнього релігійного життя монтани настільки є старанними до православного храму й ревнителями статутів Православної Церкви, що люди, незнайомі з їхніми релігійними помилками, вважають їх за православних християн. Так, вони завжди першими приходять до православного богослужіння й останніми виходять з церкви.
Впізнати їх можна було за одягом. Всі чоловіки носили білі сорочки з прямим коміром, а жінки чорні сарафани з білими рукавами й пов'язані білими хустинками.